# Dermophis
Dermophis is een geslacht van wormsalamanders (Gymnophiona) uit de familie Dermophiidae. De groep werd voor het eerst wetenschappelijk beschreven door Wilhelm Peters in 1880.
Er zijn zeven soorten die voorkomen in delen van Midden- en Zuid-Amerika en leven in zuidelijk Mexico tot noordwestelijk Colombia.

## Soorten
Geslacht Dermophis
- Soort Dermophis costaricensis
- Soort Dermophis glandulosus
- Soort Dermophis gracilior
- Soort Dermophis mexicanus – Mexicaanse wormsalamander
- Soort Dermophis oaxacae
- Soort Dermophis occidentalis
- Soort Dermophis parviceps